# Patrick Blackett
Patrick Maynard Stuart Blackett (Londres, 18 de noviembre de 1897-13 de julio de 1974) fue un físico experimental inglés, galardonado con el Premio Nobel de Física en 1948. Conocido por su trabajo sobre la "cámara de niebla" (cloud chamber, en inglés), rayos cósmicos y paleomagnetismo.

## Biografía
Una vez graduado en la Universidad de Cambridge en 1921, y después de un servicio militar largo en la Marina de guerra británica, Blackett pasó diez años trabajando en el prestigioso laboratorio Cavendish antes de cambiarse a la Universidad de Mánchester en Londres (1933).
A Blackett le fue concedido el premio Nobel de física en 1948, por su investigación emprendida en Mánchester sobre los rayos cósmicos, usando su invención de la Cámara de niebla: contador-controlado, confirmando la existencia del positrón, y descubriendo y reconociendo ahora inmediatamente las trazas de la producción del par positrón/electrón con giros opuestos. Este trabajo, así como el realizado en la aniquilación de la radiación, le hicieron convertirse en el primer y principal experto investigador de la antimateria.
Durante la Segunda Guerra Mundial, Blackett propulsó la fundación del campo de estudio conocido como investigación de operaciones, que mejoró las probabilidades matemáticas. Durante la guerra, se mostró disconforme con las tácticas del bombardeo estratégico, usando la "investigación de operaciones" para demostrar que no tenía los efectos que los comandantes militares pensaban (es decir, que "no rompió la voluntad" del enemigo ni obstaculizó perceptiblemente sus capacidades de producción). Esta opinión lo puso en contra de la autoridad militar del momento, y fue expulsado de varios círculos de comunicaciones. Después de la guerra, el estudio sobre el bombardeo estratégico aliado probó que Blackett estaba en lo cierto.
En 1947, Blackett introdujo una teoría para explicar el campo magnético de la tierra en función de su rotación, con la esperanza de que unificara la fuerza electromagnética y la fuerza de la gravedad. Pasó varios años desarrollando magnetómetros de alta calidad para probar su teoría, para descubrir finalmente que su idea no era válida.
Su trabajo sobre el tema, sin embargo, lo introdujo en el campo de la geofísica, donde ayudó a procesar datos referentes al paleomagnetismo y ayudó casualmente a proporcionar una evidencia básica para la idea de la deriva continental.
El profesor Blackett fue designado jefe del departamento de Física de la universidad Imperial de Ciencia, Tecnología y Medicina de Londres (1953), y se retiró en julio de 1963.
El edificio actual del departamento de física de la universidad Imperial, se denomina el "Laboratorio de Blackett". En 1965 Blackett fue presidente de la Royal Society y le fue concedido un Premio "peerage life" (reconocimiento de honor al buen patriota inglés).

## Ideología política
A fines de los años 40, Blackett llegó a ser conocido por sus opiniones políticas radicales, que incluyeron su creencia de que Gran Bretaña no estaba en condiciones de desarrollar las armas atómicas y que el país tenía la obligación de mejorar las situaciones científicas y tecnológicas en sus colonias anteriores, especialmente la India.
Se identificó políticamente como socialista, e hizo campaña a menudo en nombre del Partido Laborista.

## Reconocimientos
- El cráter lunar Blackett lleva este nombre en su honor.[6]

## Publicaciones
- Fear, War, and the Bomb: The Military and Political Consequences of Atomic Energy (1948)
- Atomic Weapons and East-West Relations (1956)